# Mérida (Brave)
La princesa Mérida de DunBroch es la protagonista principal de la película Brave (2012), producida por Pixar. En la película tiene dieciséis años. Mérida forma parte de la franquicia Princesas Disney, siendo la única entre el resto de personajes de la franquicia que es originaria de una película de Pixar (puesto que el resto son de películas de Walt Disney Animation Studios).

## Caracterización y personalidad
Mérida llama la atención por su característico pelo anaranjado oscuro, rizado, largo y rebelde. Su piel es clara y sus ojos azules. Viste con trajes largos y de algodón, pero a la vez cómodos para facilitar el movimiento. Por otro lado, su figura es atlética y esbelta, propia de una deportista. El equipo de Pixar, tardó más de 3 años en lograr los rebeldes rizos que caracterizan a Mérida, existió tal desesperación con esta situación, que Pixar meditó cambiar el cabello de la protagonista por un cabello lacio, ya que la caída que tenían los rizos de esta no era la esperada. Después de discutirlo, los creadores estaban de acuerdo en que, al cambiar esta parte, con ella, cambiaría la personalidad de Mérida, así que decidieron seguir buscando hasta poder lograrlo. El cuerpo de Mérida no fue el típico de princesa, bien proporcionado y estilizado. Pixar quiso mostrar en ella un cuerpo atlético, con piernas y brazos fuertes, sin mucho busto.

#### Lejos de ser la típica princesa
Es valiente, atrevida, aventurera e independiente. Tiene talento con el Arco y flecha también con la espada, y disfruta montando con su caballo Angus por los bosques. 
Teniendo en cuenta el rol de la mujer en la época, Mérida es vista como una rebelde, que desafía las tradiciones de su gente y se enfrenta al título de princesa que se le impone. Oponiéndose a la antigua y sagrada costumbre familiar, la protagonista lucha por seguir su propio camino, negándose a casarse con ninguno de los pretendientes que compiten por su mano.[cita requerida]

## Orígenes
Hija del Rey Fergus y la Reina Elinor, que gobiernan en el Reino Escocés. Su título es princesa de DunBroch, y heredera al trono por nacimiento.

#### El reino de DunBroch
Hubo un tiempo en el que los clanes DunBroch, MacGuffin, Macintosh y Dingwall eran enemigos y entraban en guerra constantemente. Pero cuando los guerreros romanos y los invasores del Norte les atacaron desde los mares, los cuatro clanes se unieron, bajo el mando de Fergus, para defender las islas. De este modo, lograron defender sus tierras, y se formó el reino de DunBroch. Fergus y Elinor fueron coronados reyes, y el resto de líderes se convirtieron en los jefes de los feudos del reino.[cita requerida]

## Historia
Las tradicionales expectativas de que Mérida elija un esposo y se convierta en una dama decente de la realeza entran en conflicto con el determinado propósito de ésta por controlar su propio destino. De forma inadvertida, todas sus acciones para evitar el matrimonio desatan el caos y la furia dentro del reino, especialmente, el conflicto es muy fuerte con la Reina, que quiere contra todo pronóstico seguir con la tradición.[cita requerida]
Cuando Mérida, desesperada, acude a una excéntrica adivina en busca de ayuda, ésta le concede un deseo malogrado. Es en este momento, en el que el peligro provocado obligará a la princesa a poner en juego todas sus habilidades y recursos para deshacer la devastadora maldición, antes de que sea demasiado tarde, descubriendo el significado de la verdadera valentía.

## Voces
| Versión        | Adulto                                                           | Canción      | Niña                   |
| -------------- | ---------------------------------------------------------------- | ------------ | ---------------------- |
| Original       | Kelly Macdonald Ruth Connell (Disney Infinity y Sofia the First) | Julie Fowlis | Peigi Barker           |
| España         | Paula Ribó                                                       | Russian Red  | Paula Coria            |
| Hispanoamérica | Hiromi Hayakawa (2012-2017) Denisse Aragón (2018-presente)       | Yuridia      | Sara Paula Gómez Arias |

## Impacto y crítica
La crítica calificó el personaje de Mérida como “modelo a seguir” para las niñas y jóvenes. La protagonista representa la fuerza de las mujeres, ya que es valiente e independiente, y su papel nada tiene que ver con la idea de “damisela en apuros” o el rol de la típica princesa Disney.
No solo con sus ideales y personalidad, sino también con su apariencia física, Mérida rompe el molde sobre las concepciones de princesa y de joven sumisa. Su cuerpo se aleja del ficticio y poco saludable ideal de belleza que los medios propagan en revistas, televisión y películas. Opuesta a la visión de “chica rubia de cabellos largos e impoluta en todo momento”, Mérida muestra una imagen más realista y diversa del cuerpo femenino; siendo una joven aventurera de cabellos feroces y rizados que se despreocupa por su apariencia.

## En otros medios

### Once Upon a Time
El 11 de julio de 2015, los productores de Once Upon a Time anunciaron que Mérida sería un personaje recurrente en la quinta temporada de la serie. La actriz escocesa Amy Manson fue elegida como Mérida,con su historia en la serie ambientada diez años después de los eventos de Brave, aunque no se considera canon para la continuidad de la película original.
En el sexto episodio de la temporada, "The Bear and the Bow", Mérida rescata a sus hermanos con la ayuda de Bella. En el noveno episodio, "The Bear King", se revela que Mérida fue instruida en los puntos más finos del combate por Mulan y luego se unió a Mulan y Ruby contra el Rey Arturo y la Bruja Mala del Oeste Zelena en la víspera de su coronación como reina de DunBroch, después de que Arturo hubiera matado a Fergus unos años antes.

### Sofia the First
Mérida aparece en el episodio de la tercera temporada "La Biblioteca Secreta", donde la llaman para ayudar a Sofía a través del amuleto de Avalor.

### Ralph Breaks the Internet
Mérida apareció en la película Ralph Breaks the Internet junto a otras princesas de Disney, como se anunció en la D23 Expo 2017, con Kelly Macdonald retomando su papel. Las otras princesas no la entendieron porque “es del otro estudio”.